# 서울 하늘 아래
《서울 하늘 아래》는 1996년 11월 11일부터 1996년 12월 31일까지 방송되었던 MBC 일일 드라마였다.

## 프로그램 소개
중년이 된 초등학교 동창 세 명이 우연히 옛 담임 선생의 집에 세들어 살면서 벌어지는 이야기를 담은 드라마로, 성공하지 못한 이들이 펼치는 각양각색의 서울 살이와 행복 찾기를 통해 인간성 회복에 촉매제 구실을 한다.

## 등장 인물

### 주요 인물
- 남능미 : 한문자 역 - 집주인, 고거봉-이웅호-구경만 초등학교 시절 담임 선생님
- 김창완 : 고거봉 역 - 한문자 초등학교 담임 시절 반장, 홀아비, 만년 대리
- 길용우 : 이웅호 역 - 한문자 초등학교 시절 제자, 한문자 사위
- 박경순 : 구경만 역 - 한문자 초등학교 담임 시절 제자

### 문자네
- 김영란 : 우명숙 역 - 한문자 큰딸이자 이웅호 아내
- 김정아[3] : 우연희 역 - 한문자 작은 딸, 학원 교사
- 박상조 : 한병태 역 - 한문자 남동생

### 거봉네
- 이진우 : 고명대 역 - 고거봉 동생, 만화가게 주인
- 안인정 : 은실 역 - 고거봉 딸

### 경만네
- 조양자 : 봉순 역 - 구경만 아내
- 윤동원 : 구대평 역 - 구경만 아들

### 그 외 인물
- 김해숙 : 금옥 역 - 슈퍼 주인, 거봉을 짝 사랑
- 안연홍 : 희자 역 - 금옥 딸
- 임경옥 : 남유자 역 - 카페 마담
- 오지명 : 음정국 역
- 최성준 : 혁규 역
- 박광남

## 참고 사항
- 정인 PD는 MBC 주말 드라마 《서울의 달》, MBC 수목 드라마 《숙희》에 이어 세 번째 드라마 프로그램 연출을 맡았고 서민 생활에 대한 잔잔한 묘사로 기대를 모았다.
- 알쏭달쏭한 장면, 과한 경상도 사투리 등으로 1회부터 시청자들을 사로 잡지 못 했다.[4]
- 작가의 첫 번째 드라마 집필 탓인지 느슨한 이야기 전개와 약한 갈등 구조로 인해 동시간대 프로그램 KBS 1TV 일일 드라마 《사랑할 때까지》에 뒤져 평균 10%대 저조한 시청률로 고전을 면하지 못 했다.
- 결국 방송 1개월을 겨우 넘긴 12월, 37부작으로 조기 종영되는 수모를 당했다.[5]